# Clément Vidal
Clément Vidal (* 18. Juni 2000 in Montpellier) ist ein französischer Fußballspieler, der beim AC Ajaccio spielt.

## Karriere

### Verein
Vidal begann seine fußballerische Ausbildung bei der US Pujaulaise im Jahr 2008. Nach zwei Jahren wechselte er zur US Villeneuvoise. Im Sommer 2011 wechselte er zum SC Orange. Dort spielte er drei Jahre lang und wechselte zum HSC Montpellier. Dort kam er ab 2017 neben der U19 auch bei der zweiten Mannschaft zum Einsatz. Mit den A-Junioren schaffte er es die Coupe Gambardella zu gewinnen. In der Saison 2018/19 schaffte er es mit der U19, der Youth-League-Mannschaft bis ins Achtelfinale der damaligen Youth League zu kommen. Anfang Dezember 2019 debütierte er in der Ligue 1, als er bei einem 2:2-Unentschieden gegen den FCO Dijon über die vollen 90 Minuten auf dem Platz stand. Dies war, in dieser verkürzten Saison 2019/20 jedoch sein einziger Profieinsatz. In der Folgespielzeit 2020/21 kam er gegen Saisonende zu zwei weiteren Einsätzen in der höchsten französischen Spielklasse.
Im Sommer 2021 wechselte er auf Leihbasis für die gesamte Saison 2021/22 zum AC Ajaccio in die Ligue 2. In der zweiten Liga war er bei den Korsen Stammspieler und bestritt 28 Ligaspiele. Mit seinem neuen Verein schaffte er direkt den Aufstieg in die Ligue 1. Nach der Saison wurde er von Ajaccio ablösefrei fest verpflichtet.

### Nationalmannschaft
Vidal war von 2016 bis 2018 französischer Juniorennationalspieler.

## Erfolge
HSC Montpellier B
- Coupe Gambardella: 2017

AC Ajaccio
- Zweiter der Ligue 2 und Aufstieg in die Ligue 1: 2022